# Mario Party
Mario Party (マリオパーティ?, Mario Pāti) è il primo episodio della serie di videogiochi Mario Party, apparso sulla console Nintendo 64 nel 1998. Si tratta in sostanza di un gioco dell'oca in versione videogioco.

## Trama
La trama racconta di Mario, Luigi, Peach, Yoshi, Wario e Donkey Kong che, durante una festa organizzata dal primo finiscono per parlare dei progetti per il loro futuro, che richiedono tutti l'utilizzo della leggendaria "Grande Stella del Potere", un artefatto che darebbe potere inimmaginabile al suo possessore. Cominciano a litigare per chi sarebbe il degno possessore di essa. Toad però ricorda loro che la Stella andrebbe usata per fare del bene. Quindi i personaggi decidono di raccogliere le Piccole Stelle: il primo che ne avesse  raccolte cento sarebbe stato il possessore più degno di essa. Così comincia l'avventura di Mario Party.

## Modalità di gioco
Si può scegliere tra diversi tabelloni di gioco dell'oca, a tema con personaggi della saga di Mario. Il gioco è strutturato in modo da permettere il lancio dei dadi a tutti i giocatori e alla fine di ogni turno tutti prenderanno parte a un minigioco in cui sarà possibile ottenere come premio dei Gettoni che serviranno in seguito per comprare le Stelle (20 gettoni per una stella). L'obiettivo è quello di avere 100 stelle per realizzare la Grande Stella del Potere. Vi sono caselle diverse, le quali hanno un effetto particolare sul personaggio che ci finisce sopra. Alla fine del gioco, colui che avrà in suo possesso il maggior numero di stelle vincerà. Sono presenti minigiochi a squadre in cui si potrà giocare in schieramenti di 2 vs 2 o 3 vs 1. Nel gioco è possibile trovare oltre alla "Story Mode", l'"Adventure Mode" (la barca che galleggia sul fiume) dove è possibile fare individualmente tutti i minigiochi presenti nel gioco, la "Bank" dov'è possibile vedere l'avanzamento dei soldi e delle stelle e infine "Toad Shop" dove è possibile comprare oggetti o anche i block (sempre con i soldi vinti nella Story Mode), che potrebbero uscire casualmente durante i diversi turni della "Story Mode".

## Personaggi
I personaggi giocabili sono 6:
- Mario
- Luigi
- Peach
- Yoshi
- Donkey Kong
- Wario

Gli altri personaggi del gioco si possono incontrare sui tabelloni.